# Terunobu Fujimori
Terunobu Fujimori (jap. 藤森 照信 Fujimori Terunobu; ur. 21 listopada 1946 we wsi Miyagawa, obecnie część miasta Chino, w prefekturze Nagano) – japoński architekt i historyk architektury. 
Po studiach na Wydziale Architektury Uniwersytetu Tohoku, ukończył studia doktoranckie na Uniwersytecie Tokijskim i jest jego emerytowanym profesorem, a także Uniwersytetu Kogakuin (Kōgakuin Daigaku, w Tokio) oraz od 2016 roku dyrektorem Muzeum Edo-Tokio (Edo Tōkyō Hakubutsukan). 
Jego specjalnością jest historia architektury, ale gdy ukończył 45 lat zaczął zajmować się także projektowaniem. Zaprojektował wiele obiektów, takich jak archiwum, muzeum sztuki, herbaciarnia, domy mieszkalne. Napisał wiele książek o historii architektury, o detektywistycznej pracy wyszukiwania cennych i interesujących obiektów i działaniach związanych z projektowaniem. 
Wyrafinowane projekty Terunobu Fujimori są fascynujące: archaiczne, ekscentryczne, poetyckie i ekologiczne, prawie wszystkie są wykonane z prostych, tradycyjnych materiałów, takich jak ziemia, kamień, drewno, węgiel, kora i zaprawa murarska. Jego architektura odwołuje się do pierwotnych instynktów, obiecując ciepło i ochronę. Jego struktury są wzorem do naśladowania dla pokolenia młodych architektów na całym świecie, którzy cenią taki sposób budowania, który jest ekologiczny, historycznie świadomy i zrównoważony.

## Galeria

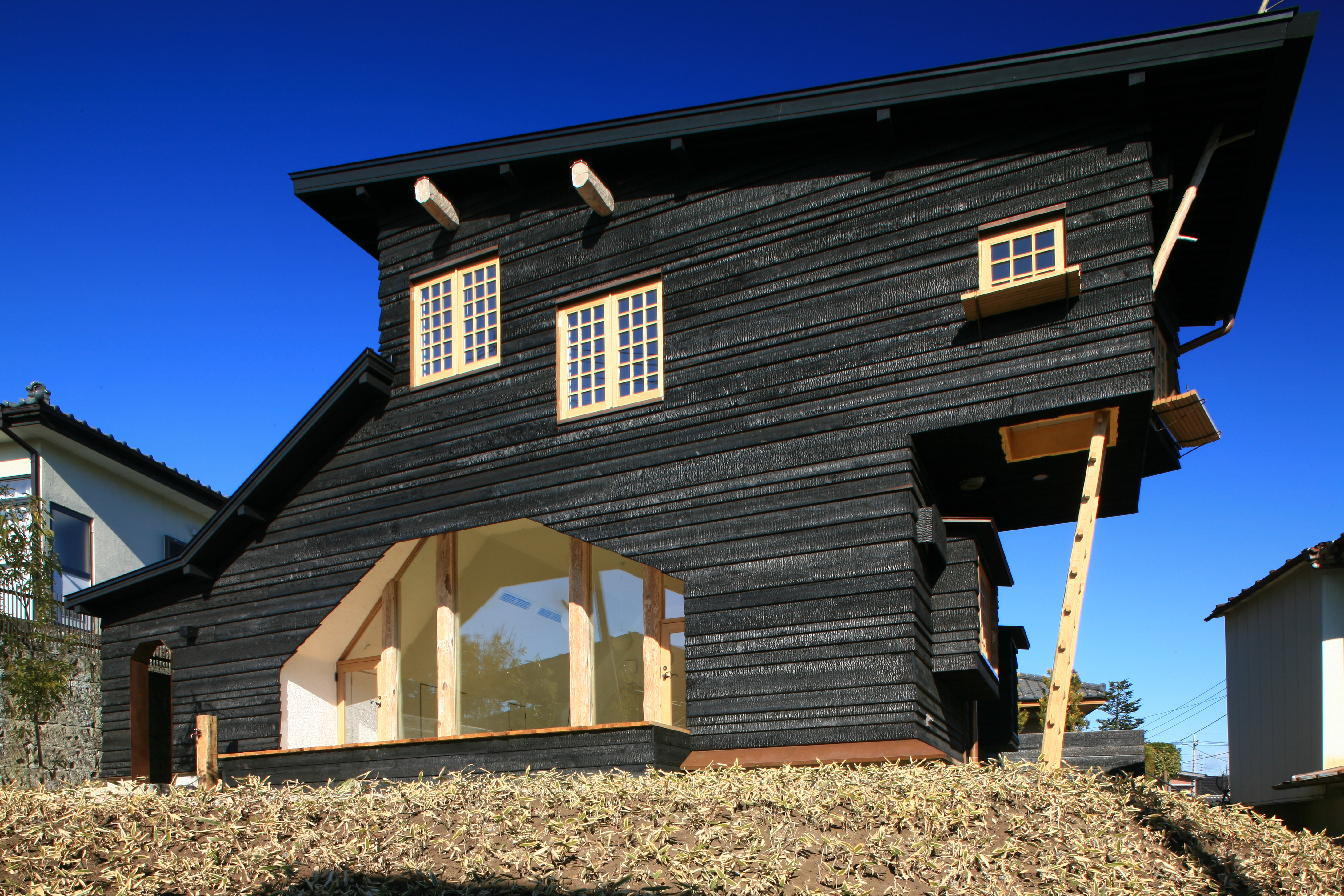
Coal House w Kiyosumi, Japonia
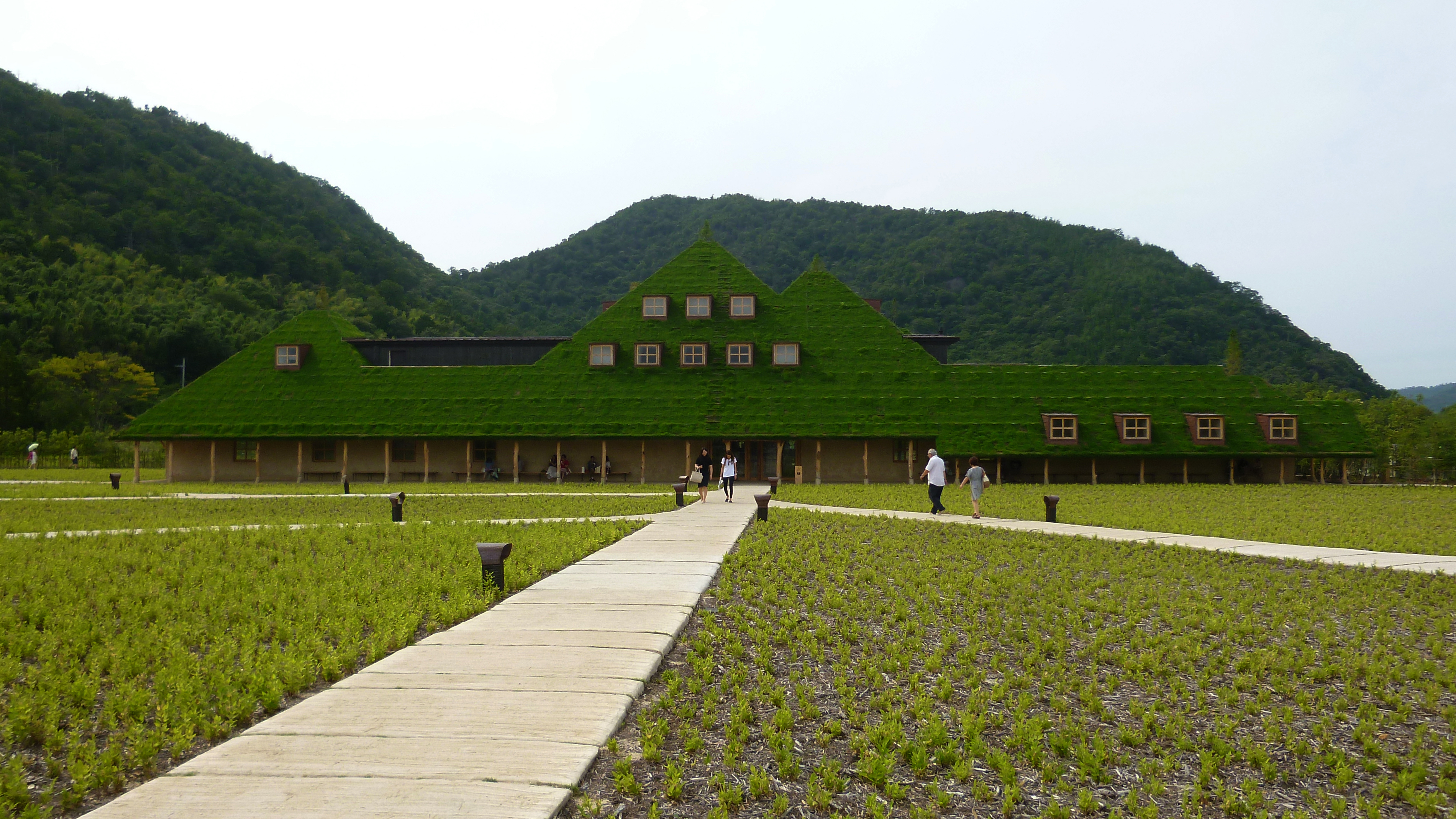
La Collina w Ōmihachiman, Japonia
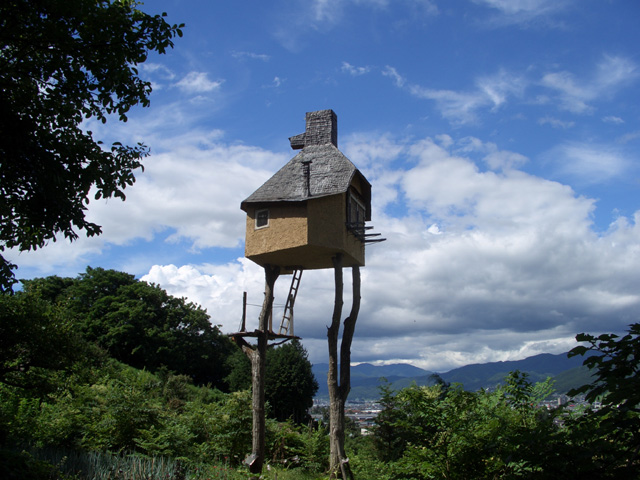
Takasugi-an w Chino, Japonia
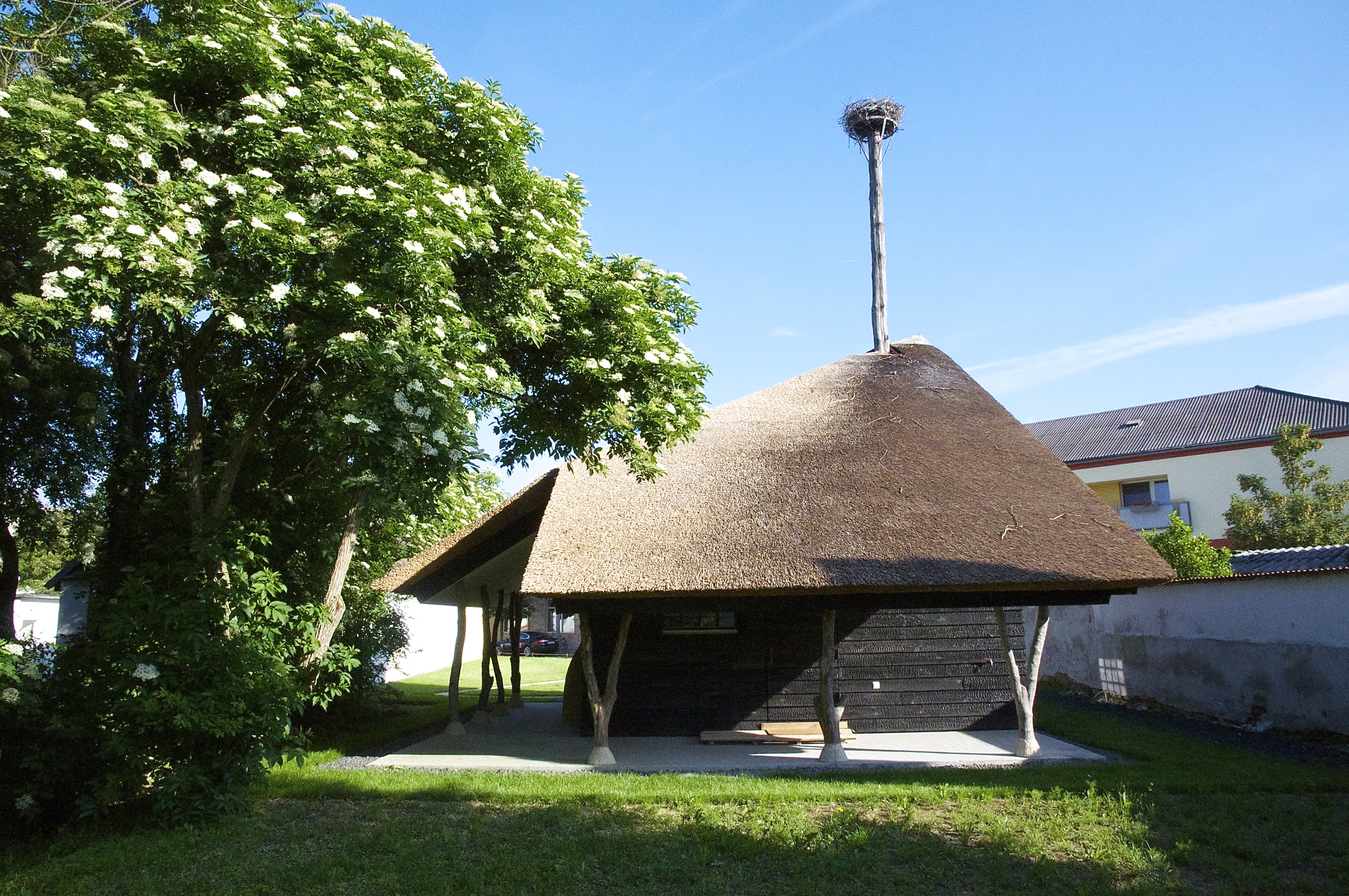
Storchenhaus w Raiding, Austria
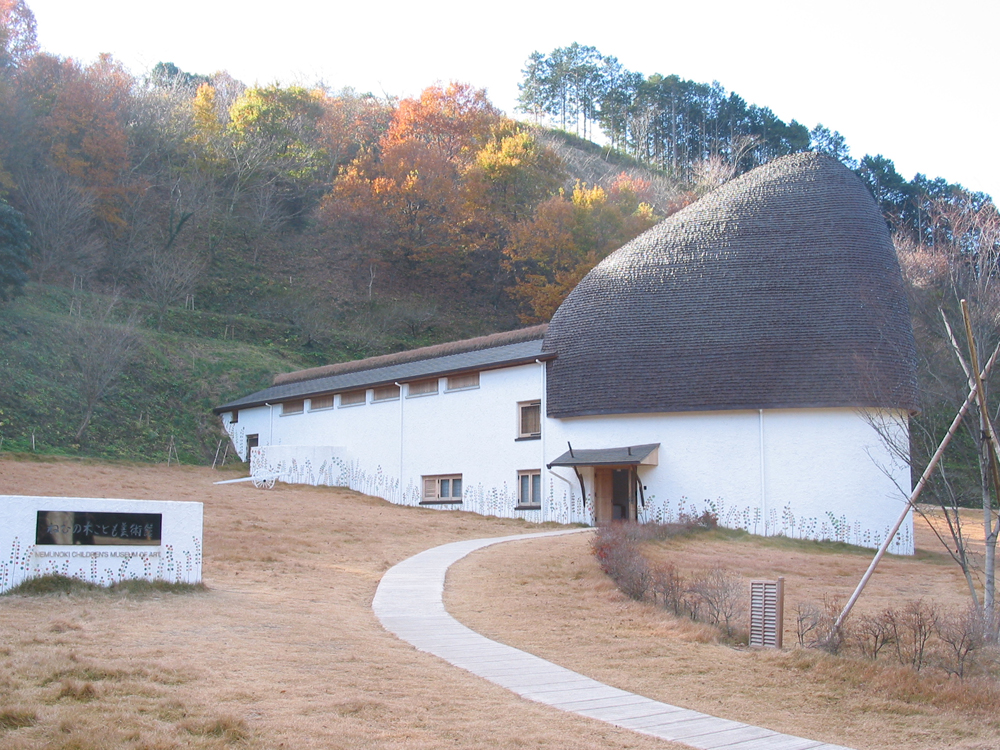
Nemunoki Children's Museum of Art w Kakegawa, Japonia